# Маздак
Маздак (на персийски مزدک) (починал в 524 или 528) е прото-социалистически Ирански реформатор и религиозен активист, който печели влияние по време на сасанидския шах Кобад I. Той претендира да е божествен пророк и установява комунална собственост и социални програми.
През 491 г. в Иран настава засушаване и глад. Кобад I отваря държавните зърнохранилища, но това не предотвратява вълненията сред народа. Местният велможа Маздак предлага на монарха своя концепция за спасение на държавността. Тя включва дуалистична религиозна доктрина, според която царството над света се основава на волята и разума, а царството над тъмнината произлиза от нерационналните и случайни стихии. Според Маздак всяка несправедливост е следствие от неразумност и може да се поправи със средствата на разума: равенство между класите и разпределение на благата. Тази доктрина включва конфискация на имуществото на богатите в полза на маздакитите.
Кобад I се доверява на Маздак, но съвсем скоро се разразява масов терор срещу противниците на втория, като самия шах става марионетка в ръцете му. През 496 г. Кобад I бяга със своя двор при ефталитите на изток, връща се с войска в Иран, но не успява да прогони маздакитите. Едва през 529 г. престолонаследникът Хосрой оглавява съпротивата против маздакитите и обесва самия Маздак, а неговите привърженици заравя живи в земята. Оцелелите маздакити бягат към Кавказ или при ефталитите, а Византия им отказва убежище. Екзархът на еврейската община в Иран Мар Зутра, който е сътрудничил с маздакитите, също е обесен. Останалите ирански евреи-колаборационисти бягат при християнското население на Мидия Атропатена, което е враждебно към огнепоклонниците-перси. Там евреите запазват някои свои обреди и живеят в мир със съседите си. .